# Ned Kelly Award/Beste Kurzgeschichte
Ned Kelly Award: Beste Kurzgeschichte bezeichnet den Gewinner in der Kategorie Beste Kurzgeschichte (S. D. Harvey Short Story Award), der seit 2009 die beste im Vorjahr erschienene Kurzgeschichte eines australischen oder in Australien lebenden Autors auszeichnet. Die Verleihung erfolgt zu Ehren der australischen Journalistin, Autorin und bekannt unerschrockenen Kriminalreporterin Sandra Harvey, die 2008 verstarb. Als Besonderheit legt die Jury des Ned Kelly Award dabei jährlich im Voraus einen Begriff fest, der im Titel als auch inhaltlich bedeutend in der Geschichte verankert sein muss. Der Verlag Scribe Publications Pty Ltd., Carlton North/Victoria, veröffentlicht die Gewinnerstory in seinen New Australian Stories. Deutsche Übersetzungen der Kurzgeschichten liegen bisher nicht vor (Stand: 09/2015).
| Jahr        | Preisträger     | Titel                                          | festgelegter Jury-Begriff |
| 2009        | Scott McDermott | Fidget’s Farewell                              | Farewell                  |
| 2010        | Zane Lovitt     | Leaving the Fountainhead                       | Fountain                  |
| 2011        | A.S. Patric     | Hemisphere Travel Guides: Las Vegas For Vegans | Hemisphere                |
| 2012        | A. J. Clifford  | Summer of the 17th Poll                        | Seventeen                 |
| 2013        | Roger Vickery   | Echoes from the Dolphin                        | Echoe                     |
| 2014        | Emma Viskic     | Web Design                                     |                           |
| 2015        | Andrea Gillum   | Short Term People                              |                           |
| 2016        | Roni O’Brien    | Flesh                                          |                           |
| 2017 + 2018 | nicht vergeben  |                                                |                           |